# Plommonstop

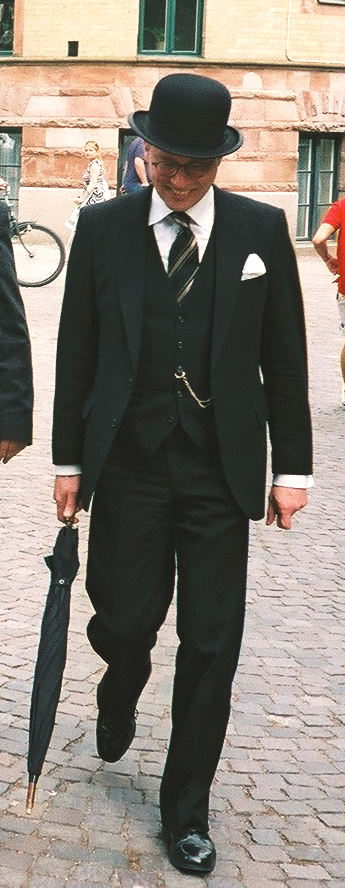
Herre i plommonstop och mörk, tredelad kostym.

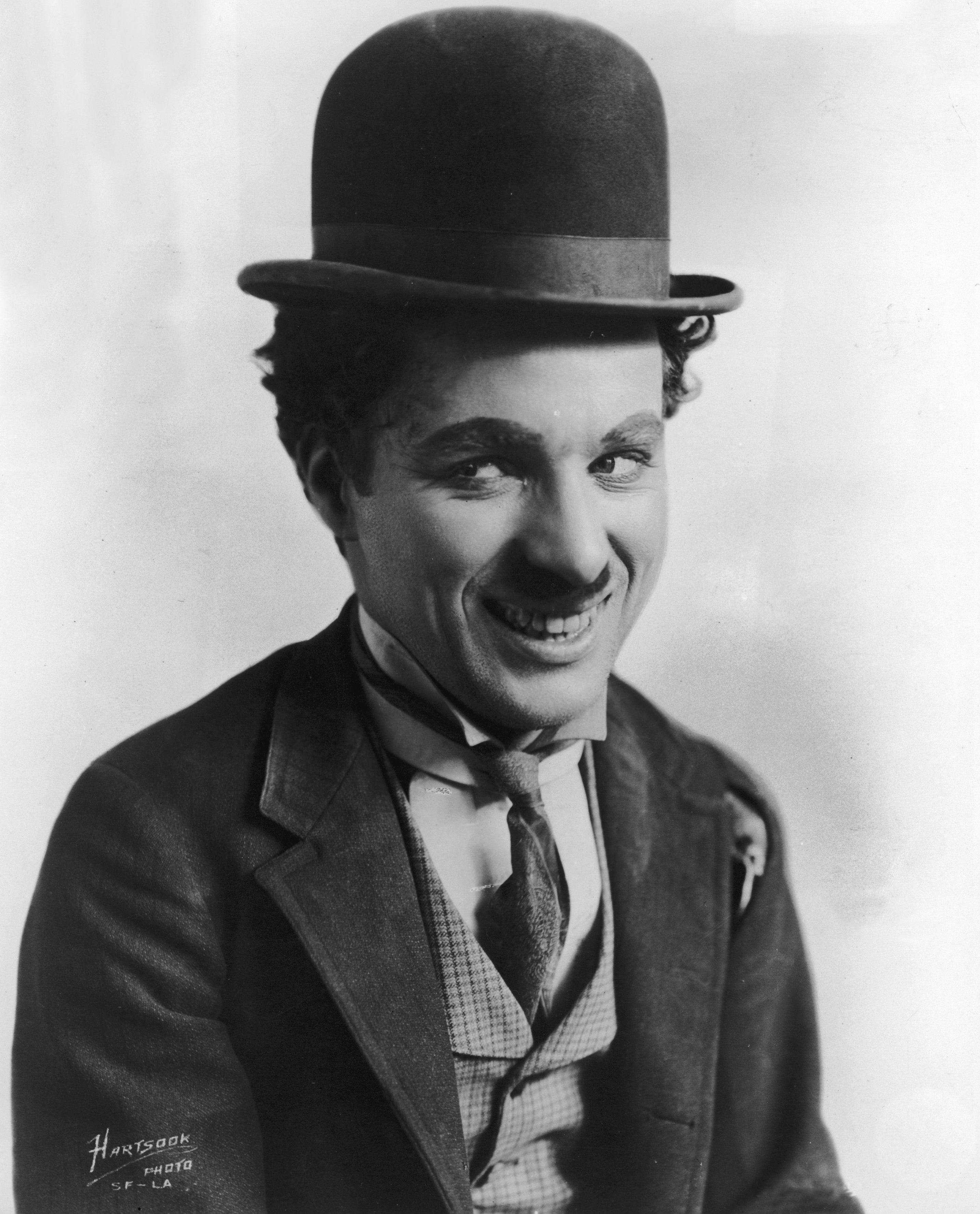
Charlie Chaplin i plommonstop.

Plommonstop eller kubb är en herrhatt med rund, styv kulle och smala, styva brätten. På finlandssvenska kallas modellen knall. Hattypen förknippas i dag främst med Storbritannien men var allmänt förekommande i den västerländska mansklädedräkten under sent 1800-tal och tidigt 1900-tal.

## Historia
De första plommonstopen tillverkades under 1800-talets första hälft av hattmakaren Lock's i London på uppdrag av en William Coke. Denne ville få fram en huvudbonad för sina skogvaktare, vilken inte fastnade i träd och liknande eller sveptes av vid blåst.
Hattmodellen kallades ursprungligen "coke" efter beställaren, men sedan firman Bowler & Son år 1850 börjat tillverka modellen för en bredare konsumentkrets blev den snart känd under benämningen bowler (uttal: ['bəulə]) eller "bowler hat"; detta är alltjämt namnet på engelska. I USA är den dock även känd under benämningen "derby".
Plommonstopet har närmast kommit att bli en symbol för det typiskt brittiska, och var länge en vanlig syn i Londons "city" där den icke minst bars av börsmäklare och bankanställda men även statstjänstemän. Alltjämt utgjorde plommonstop, kritstreckskostym och paraply under en tid en närmast obligatorisk klädsel för brittiska gardesofficerare då dessa är civilklädda. Plommonstopet var också förr en vanlig huvudbonad för butlers och andra former av betjänter.
I Nordamerika var det den populäraste hatten i Vilda Västern, populärare än både cowboyhatten och sombreron; uppfattningen att cowboyhatten var mer typisk har huvudsakligen spridits genom filmerna i Västerngenren. Plommonstopet bars i Västern av både rallare, cowboys och revolvermän som Billy the Kid och Butch Cassidy. Förutom modet var de uppskattade av samma anledning som de skapades av Coke: De satt kvar i vinddrag, blåst och bland grenar.
I Bolivia började den bäras av kvinnorna i aymara och Quechuafolket efter att ha introducerats av brittiska rallare i Bolivia på 1920-talet. De kallar hattarna "bombins" och det var länge en fabrik i Italien som stod för tillverkningen.
Plommonstopet är fortfarande vanlig som huvudbonad inom ridsporten.

## Etymologi
Ordet plommonstop är från början ett humoristiskt uttryck från skolpojkars språk. Den finns i svensk skrift sedan år 1900 och syftar på en behållare att ha plommon i. Hattens form kunde då liknas vid frukthandlarnas rundade kanna som rymde ett stop (1,3 liter) och som de mätte upp bär och frukter i.
Ordet kubb är baserat på hattens likhet med en kort ändstock; jämför mandelkubb och huggkubbe. Ordet finns i svensk skrift sedan 1904.

## Kända bärare av plommonstop
- Henri de Toulouse-Lautrec
- Charlie Chaplin
- Helan och Halvan
- Dupondtarna
- Jack White
- Clifton Fexmo
- Mulle Meck
- Pontus von Pluring
- King Diamond
- Alex DeLarge
- Agaton Sax
- René Magritte
- Cornelius Fudge
- Winston Churchill